# 布拉德利 (內布拉斯加州)
布拉德利（英語：Bradley）是位於美國內布拉斯加州斯科茨布拉夫縣的非建制地區。

## 地理
布拉德利所處的海拔為高於海平面1150米（即3773英呎），而該地所採用的時區為UTC-7，即北美山地时区（MST）。同時該地設有夏令時間，為UTC-7調快一小時，即UTC-6（MDT）。